# Hati (satélite)

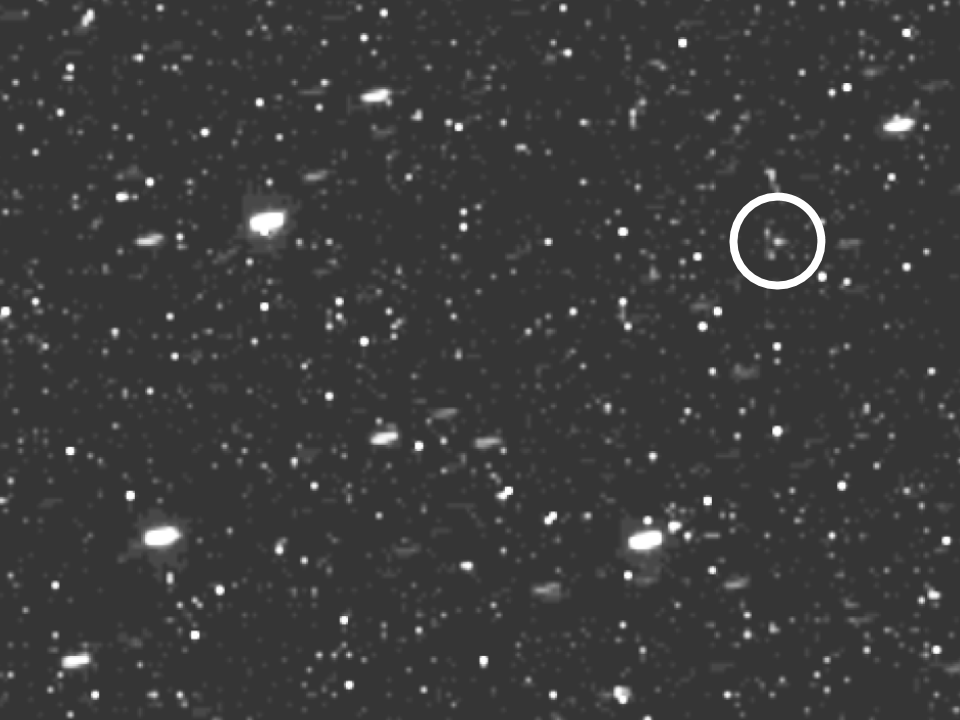
Hati visto pela sonda Cassini.

Hati, também conhecido como Saturno XLIII, é um satélite natural de Saturno. Sua descoberta foi anunciada por Scott S. Sheppard, David C. Jewitt, Jan Kleyna, e Brian G. Marsden em 4 de maio de 2005, a partir de observações feitas entre 12 de dezembro de 2004 e 11 de março de 2005. Sua designação provisória foi S/2004 S 14.
Hati tem cerca de 6 km de diâmetro, e orbita Saturno a uma distância média de 20 303 000 km em 1080,099 dias, com uma inclinação de 163° com a eclíptica (165° com o equador de Saturno), em uma direção retrógrada com uma excentricidade de 0,291.
Foi nomeado em abril de 2007 a partir de Hati, um lobo gigante da mitologia nórdica, filho de Fenrisulfr e irmão gêmeo de Skoll.